# Cephalodella trigona
Cephalodella trigona är en hjuldjursart som först beskrevs av Rousselet 1895.  Cephalodella trigona ingår i släktet Cephalodella och familjen Notommatidae. Arten är reproducerande i Sverige. Inga underarter finns listade i Catalogue of Life.